# Hipotermia
Hipotermia – obniżenie temperatury wewnętrznej organizmów stałocieplnych poniżej normalnego zakresu jej zmian.
Z energetycznego punktu widzenia, podczas obniżania temperatury ciała bilans cieplny jest ujemny, ilość ciepła wytwarzanego w wyniku przemian metabolicznych jest mniejsza niż ilość ciepła traconego przez organizm. Stan taki może wystąpić w wyniku działania:
- niskiej temperatury powietrza,
- niskiej temperatury wody,
- szybkiego ruchu powietrza,
- braku izolacji termicznej.

Hipotermia towarzyszy estywacji (sen letni) i hibernacji (sen zimowy).

## U człowieka
Hipotermia u ludzi to stan, który charakteryzuje się obniżeniem temperatury mierzonej wewnątrz ciała poniżej 35 °C. Do pomiaru temperatury centralnej (wnętrza ciała) używa się termometrów z odpowiednio niskim zakresem temperatur. Zaleca się pomiar w dolnej 1/3 przełyku, ponieważ jest on najlepiej skorelowany z temperaturą serca. Alternatywą jest pomiar metodą termistorową na błonie bębenkowej, pod warunkiem dobrej izolacji od otoczenia i usunięcia z przewodu słuchowego mogącego się tam dostać śniegu czy lodu. W ciężkiej hipotermii nie zaleca się pomiaru temperatury centralnej w odbytnicy lub w pęcherzu moczowym, ponieważ mogą dawać zaniżone odczyty.
Przyczyną hipotermii jest zbyt szybkie ochładzanie organizmu w stosunku do jego zdolności wytwarzania ciepła. Najczęściej jest to spowodowane działaniem zimna w otoczeniu, np.: zimne, wilgotne powietrze, zanurzenie w zimnej wodzie czy też zahamowanie procesów przemiany materii. Przechłodzenia i odmrożenia zdarzają się również w temperaturze powyżej 0 °C.

### Czynniki otoczenia sprzyjające hipotermii
Stała temperatura ciała utrzymuje się dzięki termoregulacyjnym zdolnościom organizmu. Woda przewodzi ciepło znacznie lepiej i ochładza organizm 25 razy szybciej niż powietrze. Organizm nie jest w stanie zniwelować tak wielkiej utraty ciepła. W literaturze spotyka się bardzo różne oszacowania czasu przeżycia w zimnej wodzie. Człowiek umiera po upływie ok. godziny, przebywając w temperaturze wody ok. 4 °C. Niezwykle istotna jest również ogólna kondycja organizmu, zahartowanie, zmęczenie (np. po przepłynięciu jakiegoś odcinka), głód, niedawno przebyta choroba, wiek (osoby w podeszłym wieku oraz najmniejsze dzieci mogą mieć trudności z utrzymaniem prawidłowej temperatury ciała w niskiej temperaturze otoczenia). Alkohol upośledzając działanie autonomicznego układu nerwowego sprzyja hipotermii
Niska temperatura powietrza, szczególnie w połączeniu z silnym wiatrem, również przyczyniają się do wychłodzenia organizmu. Wiatr o sile 3 stopni w skali Beauforta daje ten sam efekt, co obniżenie temperatury o 5–10 °C, natomiast wiatr o sile ponad 7 stopni Beauforta daje ten sam efekt, co temperatura niższa nawet o 20 °C przy bezwietrznej pogodzie. Ponadto na wietrze występuje tzw. efekt „windchill”, polegający na przyspieszonym parowaniu wody przez powierzchnię skóry, co dodatkowo ochładza organizm. W komfortowych warunkach stała temperatura utrzymywana jest w obrębie całego organizmu, w sytuacji krytycznej system termoregulacji ogranicza się do „ochrony” najważniejszych organów wewnętrznych i głowy, ograniczając dopływ krwi do nadmiernie ochładzanych kończyn. Obrazuje to mechanizm powstawania odmrożeń, których początkowe fazy dotyczą zwykle nosa, uszu oraz palców nóg i rąk.

### Stadia wychłodzenia
Okres obronny, gdy temperatura centrum ciała wynosi 34–36 °C, skóra jest blada i zimna, występuje „gęsia skórka”, wargi są sine, tętno i oddech przyspieszone. Podstawowym, najwcześniejszym objawem wychłodzenia są dreszcze. Organizm reaguje w ten sposób, gdy nie jest w stanie utrzymać normalnej temperatury ciała i stara się wygenerować więcej ciepła przez ruch. Pierwsze skutki wychłodzenia to stopniowe osłabienie całego ciała. Gdy dreszcze ustają, to sytuacja jest już poważna. Najpierw traci się siły w częściach ciała oddalonych od tułowia, w rękach i nogach. Stopniowo ogólne osłabienie przechodzi w zdrętwienie, któremu mogą towarzyszyć skurcze. W stanie hipotermii wszystkie procesy życiowe ulegają zwolnieniu (np. zmniejsza się zużycie tlenu w procesach biochemicznych, a tym samym maleje zapotrzebowanie na tlen) i następuje obniżenie efektywności mechanizmów obronnych. Zwiększa się też ryzyko zaistnienia wypadku. Intensywność fizycznych symptomów zależy od indywidualnej odporności człowieka, więc podane temperatury należy traktować orientacyjnie. Ogólnie, gdy temperatura ciała obniża się to objawy się nasilają.
Hipotermię dzielimy na:
- Łagodną (35–32 °C)[6]
(osoba wciąż jest w stanie sobie pomóc):
  - uczucie marznięcia,
  - zimne ręce i stopy,
  - drżenie mięśni,
  - osłabienie ramion i nóg,
  - zawroty głowy,
  - dezorientacja i niepokój.

- Umiarkowaną (32–28 °C)[6]
(osoba nie jest w stanie sobie pomóc):
  - wzmocnione objawy takie jak powyżej, a ponadto:
  - ból z zimna,
  - brak wrażliwości na bodźce,
  - skurcze mięśni, sztywność mięśni
  - utrata poczucia czasu i zachowania energii,
  - apatyczne zachowanie i zaburzenia świadomości, postępująca utrata świadomości, poszkodowany może przypominać pijanego; bełkot, niezborność ruchowa, może nie pozwolić sobie pomóc.

Hipotermia wpływa na zdolność właściwej oceny sytuacji. Łatwo przeoczyć moment, kiedy tracimy orientację i wtedy musimy liczyć na inne osoby, które mogą zauważyć nasze irracjonalne zachowania i spowolnione reakcje. Jeżeli oziębianie postępuje dalej, dezorientacja przechodzi w zobojętnienie, szczególnie niebezpieczne, ponieważ ofiara przestaje interesować się własnym losem.
- Ciężką (poniżej 28 °C)[6]:
  - utrata świadomości,
  - stan ogólny przypominający śmierć,
  - nikłe lub niewyczuwalne oddychanie,
  - puls wolny i słaby lub niewyczuwalny,
  - brak reakcji źrenic na światło, spowodowany niedotlenieniem mózgu,
  - zimna skóra, przyjmująca sino-zielony kolor.

Stadium wyczerpania, gdy temperatura centrum ciała wynosi 27–34 °C, ustaje drżenie z zimna, pojawia się kurczowe drętwienie mięśni, oddech staje się wolniejszy i bardziej powierzchowny, występują przerwy w oddychaniu, zwalnia również tętno i pojawiają się zaburzenia rytmu, zanika odczuwanie bólu, następuje apatia, człowiek zapada w sen, poniżej temperatury 30 °C następuje utrata przytomności i całe ciało staje się zimne.
Letarg – przy obniżeniu temperatury o ok. 10 °C w stosunku do temperatury normalnej dochodzi do głębokiej utraty przytomności. Gdy temperatura ciała spadnie poniżej 25 °C, istnieje duże ryzyko zgonu w następstwie zbyt niskiej temperatury mózgu i serca. Kurczowe zdrętwienie mięśni ustępuje wiotkiemu porażeniu, brak przytomności, sztywne źrenice, brak ruchów oddechowych, tętno niewyczuwalne, jeżeli najpóźniej w tym okresie nie przystąpi się do reanimacji, następuje zgon.
Stadia hipotermii według klasyfikacji szwajcarskiej, która wykorzystywana jest do oceny stanu poszkodowanego już w miejscu zdarzenia:
I – przytomny, drżenia mięśniowe
II – obniżony poziom świadomości (apatia, zaburzenia mowy, koordynacji ruchowej, brak drżeń mięśniowych)
III – nieprzytomny, możliwe zaburzenia rytmu serca, zaburzenia częstości tętna i oddechu
IV – zatrzymanie krążenia lub stan hipoperfuzji, brak lub śladowe oznaki życia
V – śmierć wskutek nieodwracalnego wychłodzenia

### Udzielanie pierwszej pomocy przy hipotermii
Należy unikać wszelkich zbędnych ruchów poszkodowanego. Im wyższy stopień hipotermii, tym bardziej trzeba na to zwrócić uwagę. Przy obniżonej temperaturze ciała organizm pracuje mało wydajnie i ledwie utrzymuje krążenie krwi w sercu, płucach i mózgu. Nawet nieznaczne ruchy, powodują przepływ ciepłej jeszcze krwi z tułowia w wyziębione kończyny. Powrót zimnej krwi do środka ciała (tzw. „afterdrop”) może doprowadzić do ostatecznego załamania się czynności życiowych i zahamowania krwiobiegu.
- gdy ofiara znajduje się w zimnej wodzie dłużej niż 10–15 minut, należy przyjąć, że nastąpiło wyziębienie organizmu
- nie należy stresować poszkodowanego – postępowanie takie może spowodować zatrzymanie akcji serca
- jeśli ofiara wymiotuje, należy interweniować, aby się nie zadławiła
- nie należy zwracać uwagi na prośby typu: „Zostawcie mnie w spokoju, nic mi nie jest.”, bo poszkodowany może mieć problemy z oceną własnej sytuacji
- przez cały czas należy, być przy poszkodowanym, aż do pełnego odzyskania sił lub przyjazdu pomocy medycznej
- pierwsza pomoc w umiarkowanych i krytycznych przypadkach to przede wszystkim ogrzanie, by ustabilizować temperaturę, następnie powinno nastąpić powolne, samoistne ogrzanie się ciała; gwałtowne ogrzewanie, takie jak gorąca kąpiel lub prysznic może być fatalne w skutkach (w najlepszym wypadku może spowodować komplikacje), temperatura ciała podczas ogrzewania zmienia się wolniej niż temperatura skóry,
- potrzeba wielu godzin, by temperatura ciała wróciła do normy,
- nie należy rezygnować z działania, nawet jeżeli poszkodowany jest w stanie krytycznym i pomoc wydaje się niemożliwa
- ratowanego jak najszybciej należy przenieść w miejsce osłonięte od wiatru, do suchych, ciepłych warunków, i stopniowo zacząć ogrzewać. Traktować delikatnie, zdjąć przemoczone ubranie (pociąć jeżeli konieczne). Łagodnie ogrzewać plecy, szyję, głowę. Przykryć poszkodowanego śpiworem lub kocami, odizolować od zimna – również szyję i głowę.

Poza tym w zależności od stopnia wychłodzenia należy:
- hipotermia łagodna – Poszkodowany jest w pełni przytomny, należy go bez zbędnego poruszania rozebrać, ułożyć w śpiworze, zawinąć dodatkowo w płachtę ratunkową, podawać ciepłe, słodkie napoje (nie wolno podawać jakiegokolwiek alkoholu), ostrożnie wysuszyć (nie nacierając ręcznikiem ani nie masując, aby nie pobudzić przepływu krwi z głębi ciała do naczyń podskórnych), ułożyć w pozycji bocznej ustalonej. Jeżeli tylko istnieje taka możliwość, należy szukać schronienia w ogrzanych pomieszczeniach i pozostać tam przez kilka godzin. Ponadto przyłożyć zewnętrzne, łagodne źródła ciepła do głowy, pleców, szyi i ud – nie wolno pozwolić temperaturze na opadanie, lecz trzeba unikać gwałtownego ogrzewania.
- hipotermia umiarkowana – U poszkodowanego pojawia się apatia i sztywność mięśni. Nie należy go rozbierać. Poza tym trzeba postępować tak, jak przy pierwszym stadium choroby, tylko ułożyć ofiarę z podkurczonymi kończynami, co może zapobiec spadkowi temperatury ciała o kolejne stopnie. Podczas transportu unikać ułożenia w pionie, bezpieczna jest tylko pozycja leżąca. Można podawać ciepły płyn, jedynie gdy poszkodowany jest przytomny i jest w stanie go wypić. Jeżeli to możliwe należy zaprowadzić ofiarę do lekarza.
- hipotermia ciężka – Poszkodowany traci przytomność. Należy postępować tak, jak przy umiarkowanych objawach, ale nie wlewać do ust żadnych płynów i nie podawać jedzenia. Tylko pomoc medyczna i kliniczna może zapewnić przeżycie. Badanie tętna osoby nieprzytomnej będącej w hipotermii powinno trwać przez 1 minutę. W przypadku stwierdzenia braku tętna powinno się przez pierwsze 3 minuty prowadzić tylko wentylację (w celu ogrzania ciała od wewnątrz), a następnie powtórzyć badanie tętna, również przez 1 minutę. W przypadku potwierdzenia braku tętna lub gdy nastąpi zatrzymanie oddechu, należy niezwłocznie rozpocząć reanimację. Mocno wychłodzone komórki potrzebują dużo mniej tlenu i substancji odżywczych niż normalnie. Powracają do życia także bardzo powoli.

#### Podjęcie reanimacji i stwierdzenie zgonu
Skrajna hipotermia bardzo często utrudnia pewne stwierdzenie zgonu.
Wtedy tętno jest bardzo zwolnione, słabo napięte i czasem dodatkowo niemiarowe, a ciśnienie tętnicze zwykle jest nieoznaczalne. Głęboka hipotermia wywiera ochronne działanie na struktury ośrodkowego układu nerwowego i innych ważnych dla życia narządów. Przy temperaturze głębokiej 18 °C, czas kiedy resuscytacja może być skuteczna ulega nawet 10-krotnemu wydłużeniu w porównaniu do osoby o prawidłowej temperaturze ciała (ok. 36,6 °C). Wynika stąd zmiana postępowania u poszkodowanych w ciężkiej hipotermii z zatrzymaniem krążenia i oddychania. Nie wolno stwierdzać zgonu i odstępować od resuscytacji przed przeprowadzeniem czynności mających na celu ogrzanie ciała poszkodowanego (zasada „jest martwy, kiedy jest ciepły i martwy”). Nie reanimuje się tylko wtedy, gdy stwierdza się śmiertelne obrażenia lub gdy ciało jest zamarznięte.
Istotne jest też, aby nie rozpoczynać reanimacji zbyt wcześnie, to znaczy, zanim nie stwierdzi się zatrzymania oddechu lub krążenia.
Chory w takim stadium hipotermii musi być koniecznie przewieziony do szpitala, najlepiej na oddział intensywnej opieki medycznej lub szpitalny oddział ratunkowy.
Dla ofiar hipotermii w wychłodzeniu w stadium III i IV według klasyfikacji szwajcarskiej z klinicznie jawną niestabilnością krążeniową i/lub oddechową oraz temperaturą poniżej 28 °C, standardy przewidują leczenie przy pomocy ECMO lub krążenia pozaustrojowego. Zastosowanie metody ciągłego pozaustrojowego natleniania współistniejące ze wspomaganiem krążenia i aktywnym ogrzewaniem, pozwala na ratowanie chorych w ciężkim stanie zdrowia.

### Wykorzystanie hipotermii
Ze względu na to, że hipotermia znacznie spowalnia metabolizm, znalazła zastosowanie w medycynie. Kontrolowana hipotermia umożliwia przeprowadzanie operacji takich jak przeszczep serca. Obniżenie temperatury ciała do 32–34 °C na 12–24 godzin stosuje się w przypadku zatrzymania akcji serca. Zwiększa to przeżywalność pacjentów i poprawia ich stan neurologiczny. Taką terapię coraz częściej stosuje się w szpitalnych oddziałach ratunkowych oraz na oddziałach intensywnej opieki medycznej.

### Głęboka hipotermia
Mając na celu zmniejszenie zapotrzebowania na tlen praktycznie do zera, badano możliwość poddania zwierząt ciepłokrwistych głębszej hipotermii i stwierdzono, że możliwe jest oziębienie małych zwierząt do 0 °C, a nawet poniżej, z późniejszym powrotem do stanu prawidłowego. Andius (1951) stwierdził, że 20% szczurów odzyskiwało świadomość po oziębianiu do temperatur nieco powyżej 0 °C. W późniejszych badaniach uzyskał powrót do świadomości u 75–100% szczurów po oziębieniu ich do temperatury nieco powyżej 0 °C oraz zatrzymaniu akcji serca i czynności oddechowych na ok. godzinę. Chomiki lepiej tolerowały ten stan – co pozwalało na utrzymanie ich w hipotermii przez ok. 7 godzin.
Możliwość stosowania głębokiej hipotermii u ludzi, potwierdzili badacze Drew, Keen i Benazon (1959). Stwierdzili oni, że niedokrwienie mózgu u ludzi znoszone było przez 45 minut w temperaturze 18 °C.